# Monti Amerini
I Monti Amerini costituiscono una catena montuosa Subappenninica del versante tirrenico, che si estende da Civitella del Lago, frazione di Baschi,passando per i comuni di Amelia  e di Narni, in Provincia di Terni. È delimitata a nord dalla Gola del Forello e a sud dalla Gola del Rio Grande. La catena montuosa è compresa tra il Parco fluviale del Tevere (N), i Monti Cimini (O), i Monti Martani (E) ed i Monti Sabini (S).

## Le montagne
Le cime dei Monti Amerini sono perlopiù arrotondate e coperte da prati. Alcune cime presenti sono:
- Monte Croce di Serra (997 m);
- Monte Fiesi (994 m);
- Monte Rotondo (918 m);
- Monte Pianicel Grande (898 m);
- Monte Pozzo Callarano (840 m);
- Monte L’Aiola (765 m);
- Monte Tegolaro (789 m);
- Monte Citernella (880 m);
- Monte Pian di Nappa (756 m);
- Monte Ventone (718 m);
- Monte Piglio (637 m);
- Monte Castellari (836 m);
- Monte Alsicci (872 m);
- Monte Boccialone (816 m);
- Monte Cimamonte (655 m).

## Flora
Nella parte sud della dorsale si trova una della più vasta e integra Macchia mediterranea, dell'Italia Centrale si tratta della più estesa lecceta dell'Umbria. 
Le specie di alberi che si trovano in questa zona sono numerose, tra tutte troviamo: Cerri, Castagni, Càrpini bianchi, Roverelle, Aceri e Lecci.

## Fauna
Nei boschi dei Monti Amerini sono  presenti Volpi, Lepri, Cinghiali, Daini ed Istrici, oltre a tante specie di uccelli (circa 50) presenti in Italia.
Nei torrenti diffusi nel territorio sono presenti il granchio di fiume e Rane comuni.